# Posttonne von Törehamn

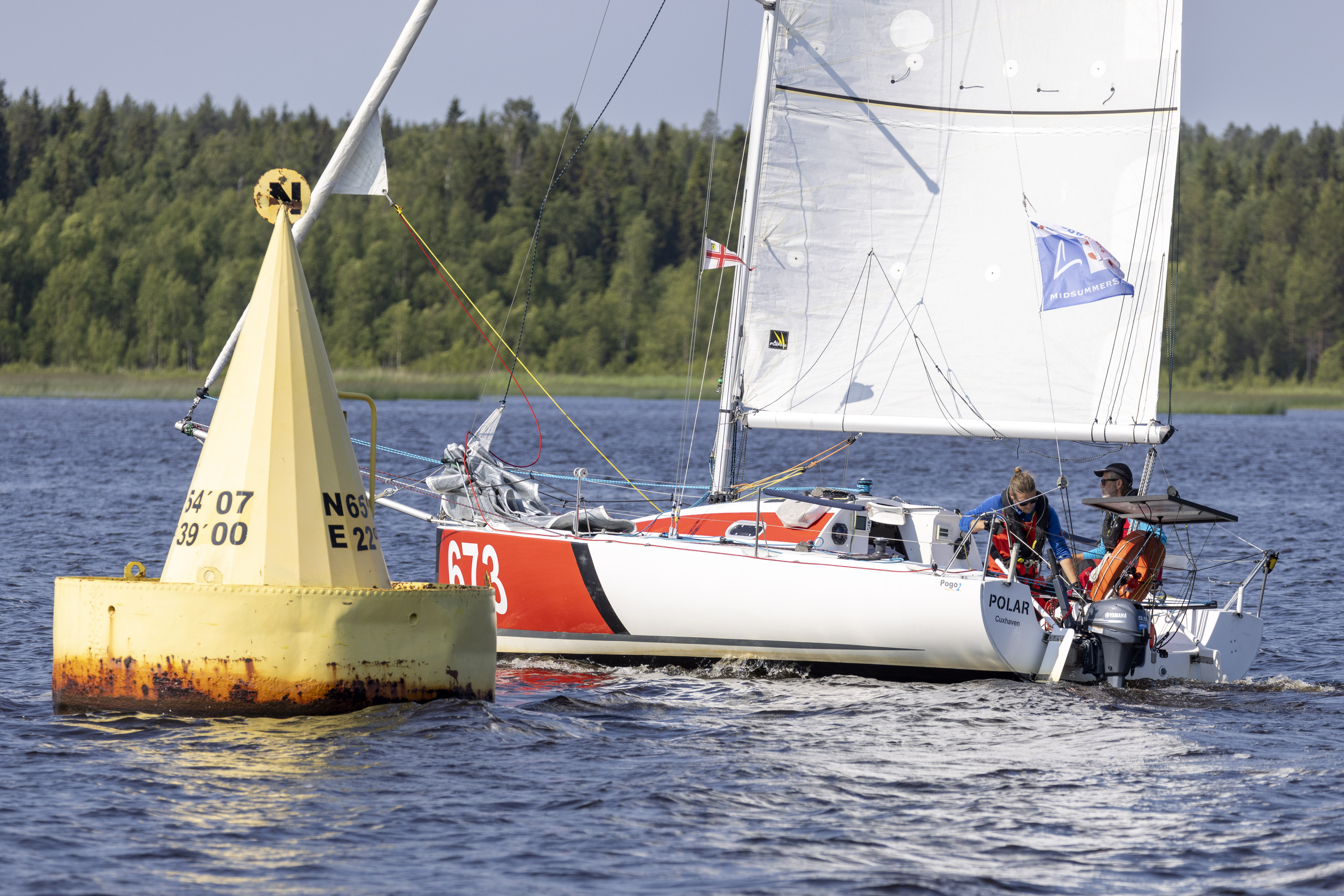
Tonne von Törehamn

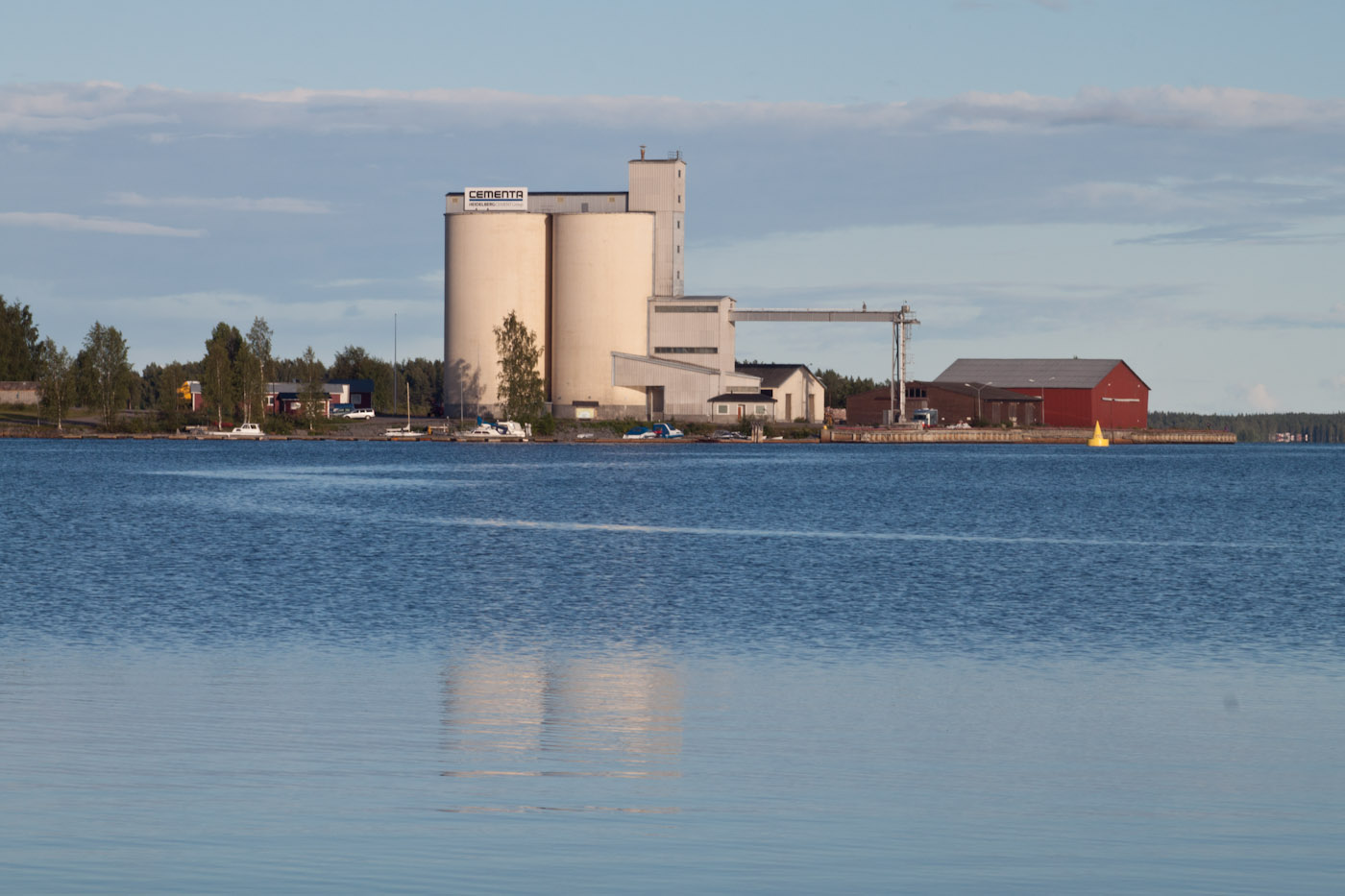
Lage der gelben Tonne vor dem Hafen, vor dem roten Gebäude

Die Posttonne von Törehamn vor dem Hafen des schwedischen Tätortes Töre in der Kommune Kalix, Provinz Norrbottens län, in der historischen Provinz Norrbotten ist die nördlichste Tonne der Ostsee.
Die gelbe Posttonne hat einen begehbaren Rand und wird von den Seglern vielfach als Törnziel angesteuert. In dem an der Tonne angebrachten Briefkasten kann Post eingeworfen werden, aber auch ein Formular, mit dem man ein Zertifikat für das Erreichen der Tonne beantragt.
Seit 2016 ist die Tonne Ziel der nach privaten Regeln durchgeführten Jedermannsregatta „MidsummerSail“.